# Raión de Žabinka
Žabinka (en bielorruso: Жабінкаўскі раён) es un raión o distrito de Bielorrusia, en la provincia (óblast) de Brest. 
Comprende una superficie de 684 km².

## Subdivisiones
Comprende la ciudad subdistrital de Zhábinka (la capital) y los siguientes 7 consejos rurales:
- Aziaty
- Zhábinka
- Kriuliany
- Liéninski
- Rakítnitsa
- Stsiapanki
- Jmiélieva

## Demografía
Según estimación 2010 contaba con una población total de 25.031 habitantes.